# Ludwig Benjamin
Ludwig Benjamin (1825–1848) là một nhà thực vật học người Đức, người đã đóng góp vào công trình Flora Brasiliensis của Carl Friedrich Philipp von Martius. Tên chi Benjaminia Mart. ex Benj., 1847 (họ Scrophulariaceae nay thuộc họ Plantaginaceae) được đặt để vinh danh ông.